# PAFAH1B3
PAFAH1B3 (англ. Platelet activating factor acetylhydrolase 1b catalytic subunit 3) – білок, який кодується однойменним геном, розташованим у людей на короткому плечі 19-ї хромосоми. Довжина поліпептидного ланцюга білка становить 231 амінокислот, а молекулярна маса — 25 734.
| 10         |  | 20         |  | 30         |  | 40         |  | 50         |
| ---------- |  | ---------- |  | ---------- |  | ---------- |  | ---------- |
| MSGEENPASK |  | PTPVQDVQGD |  | GRWMSLHHRF |  | VADSKDKEPE |  | VVFIGDSLVQ |
| LMHQCEIWRE |  | LFSPLHALNF |  | GIGGDGTQHV |  | LWRLENGELE |  | HIRPKIVVVW |
| VGTNNHGHTA |  | EQVTGGIKAI |  | VQLVNERQPQ |  | ARVVVLGLLP |  | RGQHPNPLRE |
| KNRQVNELVR |  | AALAGHPRAH |  | FLDADPGFVH |  | SDGTISHHDM |  | YDYLHLSRLG |
| YTPVCRALHS |  | LLLRLLAQDQ |  | GQGAPLLEPA |  | P          |  |            |

A: Аланін

C: Цистеїн

D: Аспарагінова кислота

E: Глутамінова кислота

F: Фенілаланін

G: Гліцин

H: Гістидин

I: Ізолейцин

K: Лізин

L: Лейцин

M: Метіонін

N: Аспарагін

P: Пролін

Q: Глутамін

R: Аргінін

S: Серин

T: Треонін

V: Валін

W: Триптофан

Кодований геном білок за функціями належить до гідролаз, фосфопротеїнів. 
Задіяний у таких біологічних процесах, як метаболізм ліпідів, деградація ліпідів, ацетилювання. 
Локалізований у цитоплазмі.